# Manuel Afonso de Freitas Amorim
Manuel Afonso de Freitas Amorim, barão e visconde de Santa Vitória (Porto Alegre, 31 de julho de 1831 — Paris, 7 de abril de 1906) foi um banqueiro e nobre brasileiro.

## Biografia
Filho de João Afonso Vieira de Amorim e Joaquina Justiniana de Freitas, casou com Alzira Rodrigues Fernandes Chaves, filha do barão de Quaraim. Deixou grande descendência, a qual agregou Santa Vitória como sobrenome.
Sua esposa, Alzira Rodrigues Fernandes Chaves, era ainda sobrinha de Antônio Rodrigues Fernandes Braga, irmã de Maria José Rodrigues Fernandes Chaves, esposa do conde de São Clemente; prima-irmã de Cecília Fernandes Braga, esposa do conde de Nioaque; e de Ana Joaquina Fernandes Braga, esposa do 2.º barão de Andaraí.
Foi agraciado barão em 2 de setembro de 1874 e visconde em 20 de julho de 1889.
Foi banqueiro e membro de associações beneficentes.